# Xinavane
Xinavane és una vila i posto de Moçambic, situat a la província de Maputo. En 2007 comptava amb una població de 9.930 habitants. Es troba als marges del riu Incomati, a 80 kilòmetres de Maputo. És un nus ferroviari del CFM Sul que enllaça amb Moamba.

## Economia
L'economia de la vila es basa en la producció de sucre. Hi ha una gran plantació de canya de sucre i una fàbrica de processament de sucre gestionada per Tongaat Hulett. En 2009 la fàbrica de processament va completar la seva major expansió, desenvolupada i gestionada per PGBI Engineers & Constructors.